# Simmern/Hunsrück

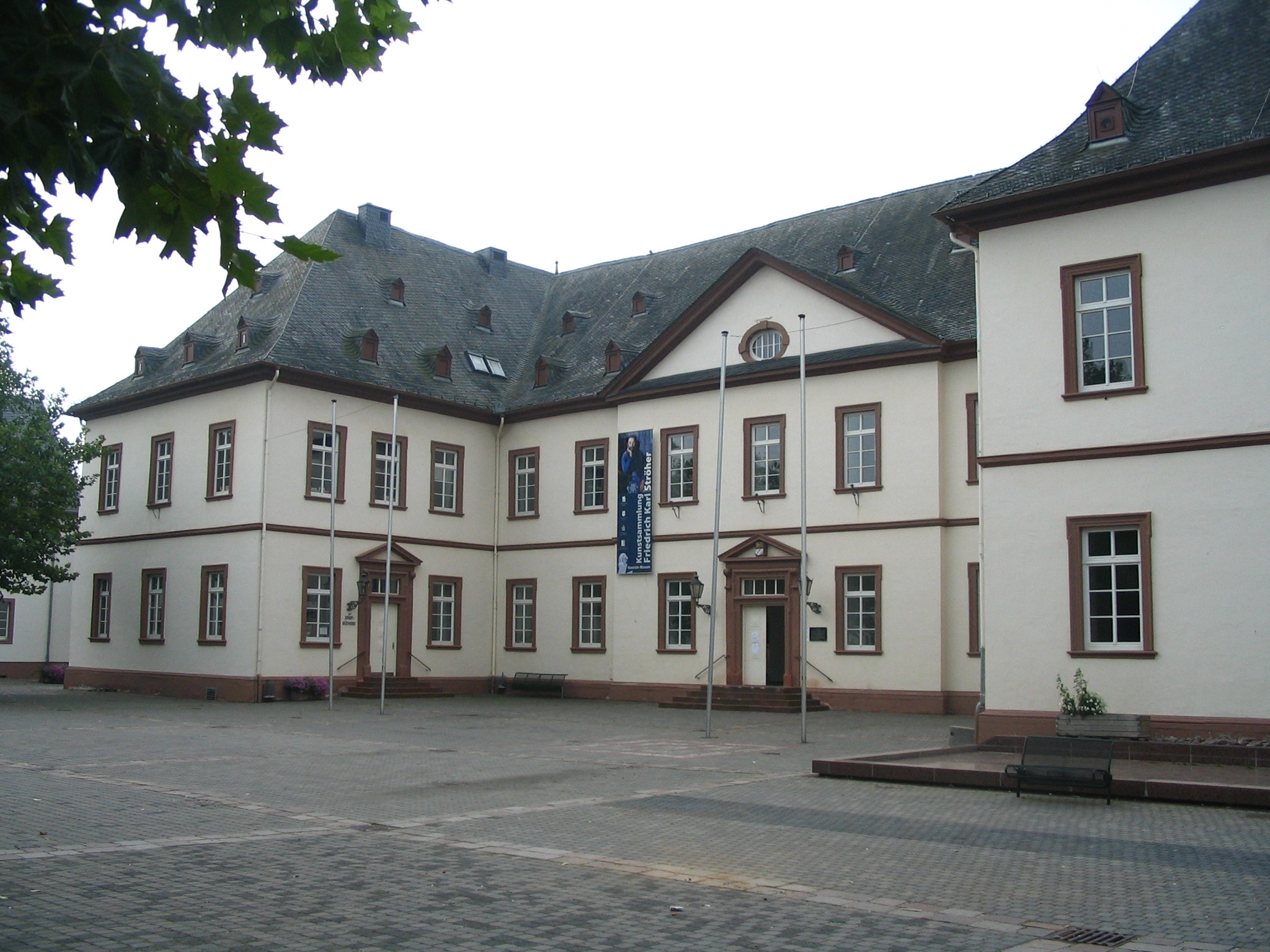
Nowy Zamek w Simmern/Hunsrück

Simmern/Hunsrück – miasto powiatowe w Niemczech, w kraju związkowym Nadrenia-Palatynat, siedziba administracyjna powiatu Rhein-Hunsrück oraz gminy związkowej Simmern-Rheinböllen. Do 31 grudnia 2019 siedziba administracyjna gminy związkowej Simmern/Hunsrück.

## Historia
Założone w 847 roku miasto zyskało na znaczeniu gdy ród Wittelsbachów wybudował tu swoją rezydencję. Elektorzy Palatynatu Reńskiego przebywali tu jakiś czas. Syn króla niemieckiego Ruprechta - Stefan Wittelsbach został księciem części Palatynatu Reńskiego ze stolicą w Simmern.

## Współpraca
Miejscowość partnerska:
- Roeser, Luksemburg